# Szepessy László (labdarúgó)
Szepessy László, (Budapest, 1949. december 21. – 2022. január 15.) magyar labdarúgó, csatár, edző.

## Pályafutása
Már fiatalon vonzotta a labdarúgás világa: játszott a Budapesti Honvédben, megfordult Belgiumban, majd 1971-ben hazatért és a VM Egyetértés labdarúgója lett. 
1975-ben mutatkozott be először Dunaújvárosban, ahol a Kohász csapatához invitálta az akkori edző, Palicskó Tibor. Korábbi nyilatkozata szerint az itt eltöltött évek alatt sikerült hírnevet szereznie a labdarúgásban. Négy év után újabb szakmai kihívások vezérelték, Budapestre került, ahol a Volán SC együttesében játszott, majd egy rövid nyíregyházi időszak után újra Budapesten a Ferencváros csapatát erősítette, amellyel megnyerte a bajnokságot. A Fraditól Kecskemétre ment, majd a Rába ETO csapatába, itt ismét a bajnoki címig jutott. Labdarúgó pályafutását 1988-ban fejezte be Soltvadkert együttesében.
Ezt követően edzőként tért vissza az Üllői útra, Nyilasi Tibor segítőjeként pályaedzőként dolgozott az új csapat felépítésén, munkájának és elhivatottságának is köszönhetően a Ferencváros csapata a következő idényben aranyérmes lett. 

## Sikerei, díjai
- Magyar bajnokság
  - bajnok: 1980–81, 1982–83
  - 2.: 1983–84, 1984–85

Szepessy László több évtizedes kimagasló szakmai sporttevékenységének, példaértékű munkásságának elismeréseként Dunaújváros Megyei Jogú Város Közgyűlése a Dunaújváros Sportjáért Díjat 2022-ben Szepessy László részére posztumusz adományozta.